# Filip Stankovic
Filip Stankovic, född 8 oktober 1998, är en svensk fotbollsspelare som spelar för IF Karlstad Fotboll.

## Karriär
Stankovic moderklubb är KB Karlskoga. Som 12-åring gick han till Degerfors IF. I februari 2017 skrev Stankovic på ett A-lagskontrakt med Degerfors. Stankovic gjorde sin Superettan-debut den 8 april 2017 i en 2–0-vinst över Norrby IF, där han blev inbytt i den 86:e minuten mot Sebastian Ohlsson.
I juni 2018 lånades Stankovic ut till Nora BK. Efter säsongen 2019 lämnade Stankovic Degerfors IF i samband med att hans kontrakt gick ut.
I februari 2020 värvades Stankovic av Karlslunds IF. I mars 2021 värvades han av Piteå IF. I mars 2023 lämnade han klubben.
I augusti 2023 skrev Stankovic på ett halvårskontrakt med Umeå FC. I januari 2024 värvades han av Karlstad Fotboll.